# Serge Racine
Serge Racine (9 ottobre 1951) è un ex calciatore haitiano, di ruolo centrocampista.

## Carriera

### Club
Durante il periodo di militanza con il Aigle Noir, fece parte della spedizione haitiana ai Mondiali tedeschi del 1974.
Nel 1975 si trasferì in Germania, per militare sino al 1979 nel Wacker 04 Berlin.

### Nazionale
Ha vestito la maglia di Haiti in due occasioni, entrambe durante i Mondiali tedeschi del 1974.
Il suo primo incontro in Nazionale è datato 19 giugno 1974 nella sconfitta haitiana per 7-0 contro la Polonia mentre l'ultimo lo disputò nella sconfitta dei Les Grenadiers del 23 giugno seguente per 4-1 contro l'Argentina.

## Palmarès

### Nazionale
- Campionato CONCACAF: 1

Haiti 1973